# Kaatschen-Weichau
Kaatschen-Weichau mit seinen Teilen Kaatschen und Weichau ist eine nichtselbständige Ortschaft, administrativ zugehörig der Gemeinde Großheringen im Landkreis Weimarer Land in Thüringen.

## Lage
Der Ort liegt im Tal der Saale zwischen Camburg und Bad Kösen
Die Landstraße 1061 verläuft direkt durch Weichau und verbindet den Ort mit Großheringen und Camburg.
Beim Ortsteil Weichau mündet der von Großheringen kommende Ilm-Radweg in den Saale-Radweg.
Die Buslinie 285 der PVG Weimarer Land verbindet den Ort mit Apolda.

## Geschichte
Weichau wurde 1349 als Wech erstmals erwähnt.

## Wirtschaft
Kaatschen ist ein Weinbauort im Süden des Anbaugebiets Saale-Unstrut. Auf Muschelkalkböden werden Bacchus, Gutedel, Kerner, Müller-Thurgau, Silvaner, Weißburgunder und – als einer der nördlichsten Standorte dieser roten Rebsorte – Zweigelt gebaut. An jedem ersten Wochenende im September findet in Kaatschen-Weichau das Weinbergfest statt.